# Parlons-nous (émission de radio)
Parlons-nous est une émission de radio française de libre antenne diffusée sur RTL depuis le 27 août 2018.

## Historique
Voix de la Libre antenne d'Europe 1, Caroline Dublanche, psychologue,, reprend le format de l'émission sur RTL.

## Concept de l'émission
Caroline Dublanche échange à l'antenne avec des auditeurs qui se confient sur des sujets libres. Elle tente de les guider et trouver des solutions.
Les auditeurs sont invités à participer et à réagir aux témoignages diffusés à l’antenne, par SMS ou sur la page Facebook de l’émission. Paul Delair, co-animateur, partage leurs messages en direct à l’antenne.

## Podcast: Parlons encore
En parallèle de l'émission, Caroline Dublanche enregistre avec Paul Delair, juste après l'émission du soir, un podcast natif d'une dizaine de minutes traitant d'un sujet phare de l'émission.

## Équipe de l'émission

### Equipe
- Paul Delair : co-animateur
- Marc Bisset : réalisateur

### Jokers
Pendant les congés de Caroline Dublanche, d'autres psychothérapeutes et psychiatres animent l'émission :
- Joseph Agostini (2024)
- Sophie Cadalen (2019 - 2020)
- Sabine Callegari (2021)
- Cécilia Commo (2021 - 2022 - 2023 - 2024)
- Christophe Fauré (2019)
- Fabienne Kraemer (2022 - 2023)
- Stéphanie Van Oost (2024)